# Onobrychis reuteri
Onobrychis reuteri är en ärtväxtart som beskrevs av Louis François Jules Rodolphe Leresche. Onobrychis reuteri ingår i släktet esparsetter, och familjen ärtväxter. Inga underarter finns listade i Catalogue of Life.